# Piazza Unità d'Italia
La Piazza Unità d'Italia es la plaza más importante de Trieste, Italia. Está situada a los pies de la colina de San Giusto, entre el Borgo Teresiano y el Borgo Giuseppino.
De planta rectangular, la plaza se abre por un lado hacia el Golfo de Trieste y está rodeada por numerosos palacios y edificios públicos. Alrededor de la plaza se encuentran las sedes de varias entidades: el municipio de Trieste, el palacio de la Junta Regional del Friuli-Venecia Julia y la prefectura de la ciudad.
Tiene una superficie total de 12 280 m².

## Historia
Inicialmente se llamaba Piazza San Pietro por una iglesia que existía allí, y posteriormente Piazza Grande. Recibió el nombre Piazza Unità en 1918, cuando el Reino de Italia se anexionó la ciudad; en 1955, cuando la ciudad volvió a Italia con la disolución del Territorio libre de Trieste, toma su denominación actual.
La plaza ha sido remodelada muchas veces a lo largo de los siglos. Su aspecto actual se debe a la reestructuración completa que la afectó entre 2001 y 2005, cuando se restauraron todos los edificios; se retiró la pavimentación con asfalto y se sustituyó con bloques de arenisca similares a los tradicionales "masegni" que cubrían antiguamente la plaza; se trasladó la Fuente de los Cuatro Continentes delante de la entrada principal del Municipio, su ubicación original; y en el lado del mar se instaló un sistema de iluminación con ledes azules que pretenden recordar la antigua ensenada, enterrada con el paso de los siglos.
Antes que comenzaran las obras de remodelación de la plaza, la junta municipal pensó en aprovechar el espacio colocando una gran pintura. El dibujo representaba Europa y Trieste, incluidas en una puerta con arco, en la que se indicaban el Sol Levante, la Luna y estrellas amarillas sobre un fondo azul que recordaba la bandera de la Unión Europea.
La representación simbólica consistía en una figura femenina armada con una lanza con forma de alabarda (símbolo de Trieste) montando un toro, mientras se dirigía hacia el mar. Obra del artista Bruno Chersicla, quería representar la voluntad de la ciudad de ser protagonista de la Unión Europea. Con más de nueve mil metros cuadrados, apareció en el Libro Guinness de los récords.

## Edificios
Los edificios que rodean la plaza son (en sentido horario desde el lado del mar):
- El Palazzo della Luogotenenza Austriaca (1905, arquitecto Emil Artmann), actualmente sede de la Prefectura, con los característicos mosaicos que representan es escudo de la Casa de los Saboya y los personajes típicos. Estos mosaicos sustituyeron a comienzos de los años veinte, tras la anexión de la ciudad a Italia, a los originales, que representaban el escudo imperial austro-húngaro (águila negra con dos cabezas sobre un fondo dorado) y los miembros de la casa imperial (sin embargo, se conservan los mosaicos originales en los dos lados cortos del edificio).
- El Palazzo Stratti (1839, arquitecto Antonio Buttazzoni), donde se encuentra el Caffè degli Specchi (Café de los Espejos), un café histórico de Trieste. En la cima del palacio hay un grupo escultórico que representa a Trieste con alegorías de la fortuna y el progreso. Un breve pasaje entre la Prefectura y el Palazzo Stratti lleva al Teatro Lírico "Giuseppe Verdi" y a la Galleria del Tergesteo
- El Palazzo Modello (1871, arquitecto Giuseppe Bruni); el pasaje entre el Palazzo Modello y el Municipio lleva a la Piazza della Borsa
- El Municipio o Palazzo del Comune (1875, arquitecto Giuseppe Bruni); sobre la torre del edificio dos autómatas de bronce hacen oír sus campanadas cada hora. Siguiendo por el lado del Municipio se llega al lugar arqueológico del teatro romano
- El Palazzo Pitteri (1780, arquitecto Ulderico Moro); es el edificio más antiguo de la plaza
- El Grand Hotel Duchi d'Aosta (1873, arquitecto Giovanni Righetti e ingeniero Eugenio Geiringer);
- El edificio de la compañía de navegación Lloyd Austriaco di Navigazione, posteriormente Lloyd Triestino, y actualmente sede de la Región del Friuli-Venecia Julia (1884, arquitecto Ernesto Ferstel)

En el lado del mar hay dos astas portabandera, donados en 1932 por los autieri de la Primera Guerra Mundial, donde se realizan las subidas y bajadas solemnes de la bandera.

## El Municipio

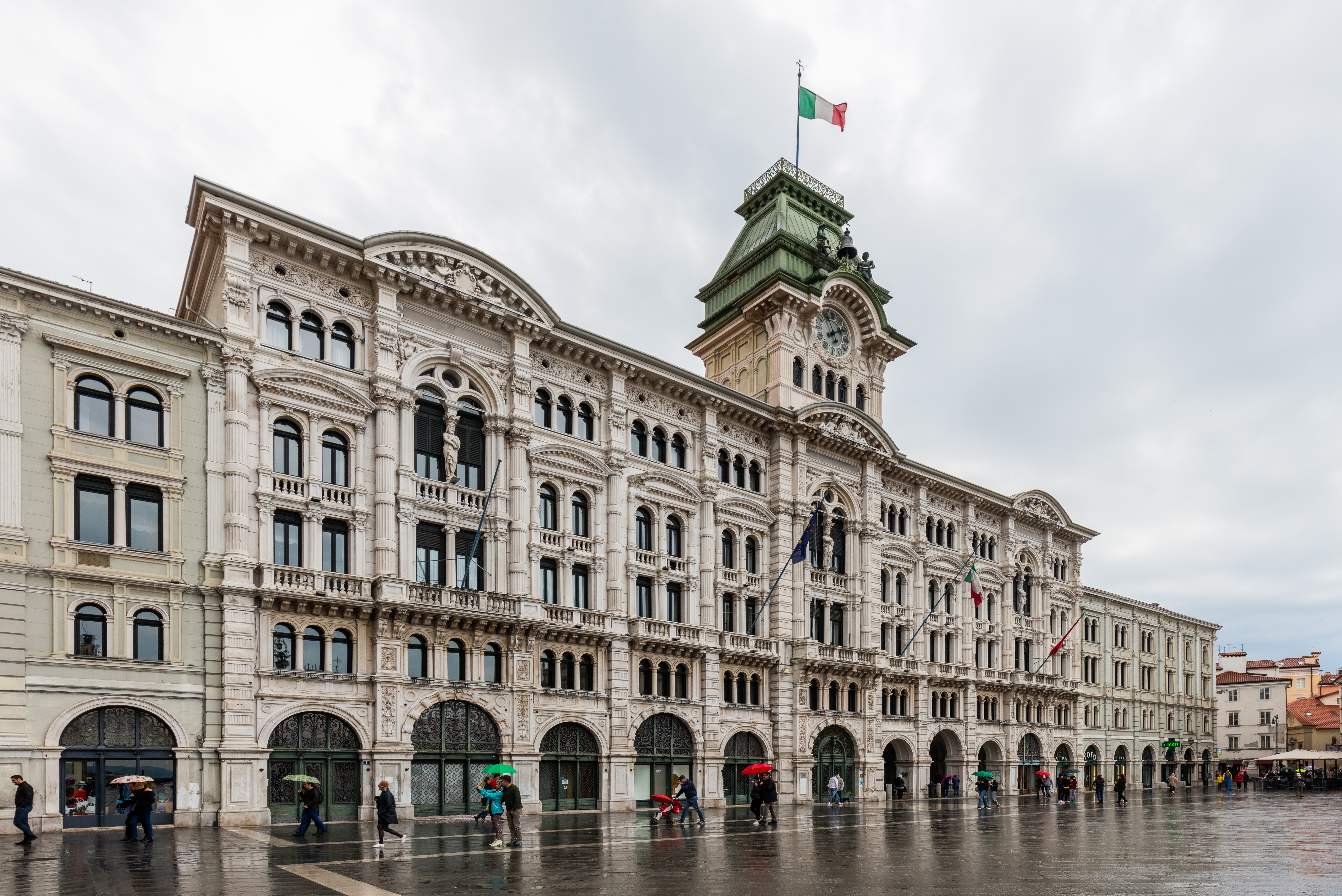
El Palacio del Municipio, obra del arquitecto Giuseppe Bruni.

Inmediatamente después de la decisión de cubrir la antigua ensenada (1858-1863), la plaza fue objeto de una remodelación total. Prevaleció entonces la idea de un espacio completamente abierto hacia el mar, rodeado de edificios y con el municipio como base frontal, con la consiguiente demolición de las murallas y los edificios que cerraban la plaza por el lado del mar. En el lugar designado para la construcción del Palacio de la Comuna había varias casas, una logia y algunos edificios.
En 1875 el arquitecto triestino Giuseppe Bruni ganó el concurso para el diseño del nuevo edificio, que estaría formado por un único cuerpo monumental coronado en la parte central con una torre. Bruni propuso en esta obra varias formas arquitectónicas que conciliaban monumentalidad e imponencia, sin romper la armonía con los edificios ya construidos.
El Palazzo del Municipio está coronado por la torre del campanario, sobre la cual están instalados dos autómatas, llamados coloquialmente por los triestinos Micheze y Jacheze (del esloveno Mihec y Jakec), también diseñados por Bruni, que desde 1876 marcan el transcurrir del tiempo cada cuarto de hora, y la campana con la alabarda de la ciudad.

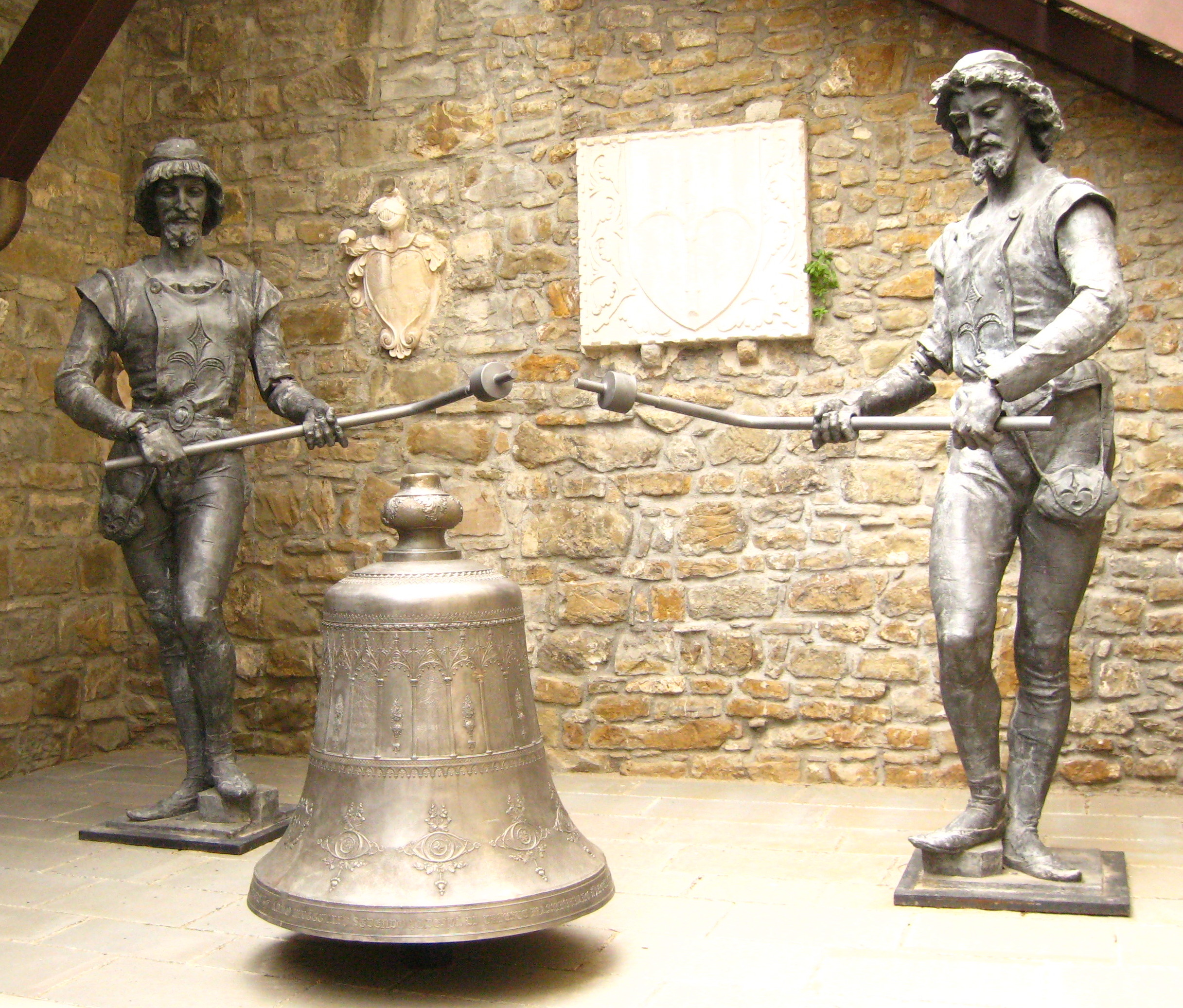
Los autómatas originales del campanario del Municipio de Trieste.

Las dos figuras que hoy hacen repicar la campana del municipio no son las estatuas originales, expuestas en el castello di San Giusto tras ser restauradas en 2006 debido a su intenso desgaste, sino copias idénticas a las originales.
El edificio no gustó inmediatamente a los triestinos, que comenzaron a designarlo con nombres graciosos y originales. El más famoso, y usado todavía hoy, es Palazzo Cheba, o Palazzo Gabbia, por su forma, que recuerda una enorme jaula (gabbia en italiano) para los pájaros, pero también Palazzo Sipario, porque con su mole imponente escondía las ruinas y la fealdad de las casas que se encontraban a sus espaldas (sipario significa cortina en italiano).
Fue desde el balcón central del Municipio de Trieste donde el 18 de septiembre de 1938 Benito Mussolini anunció la promulgación de las Leyes raciales fascistas en Italia, dirigiéndose a la gente que estaba en la plaza.

## Fontana dei Quattro Continenti

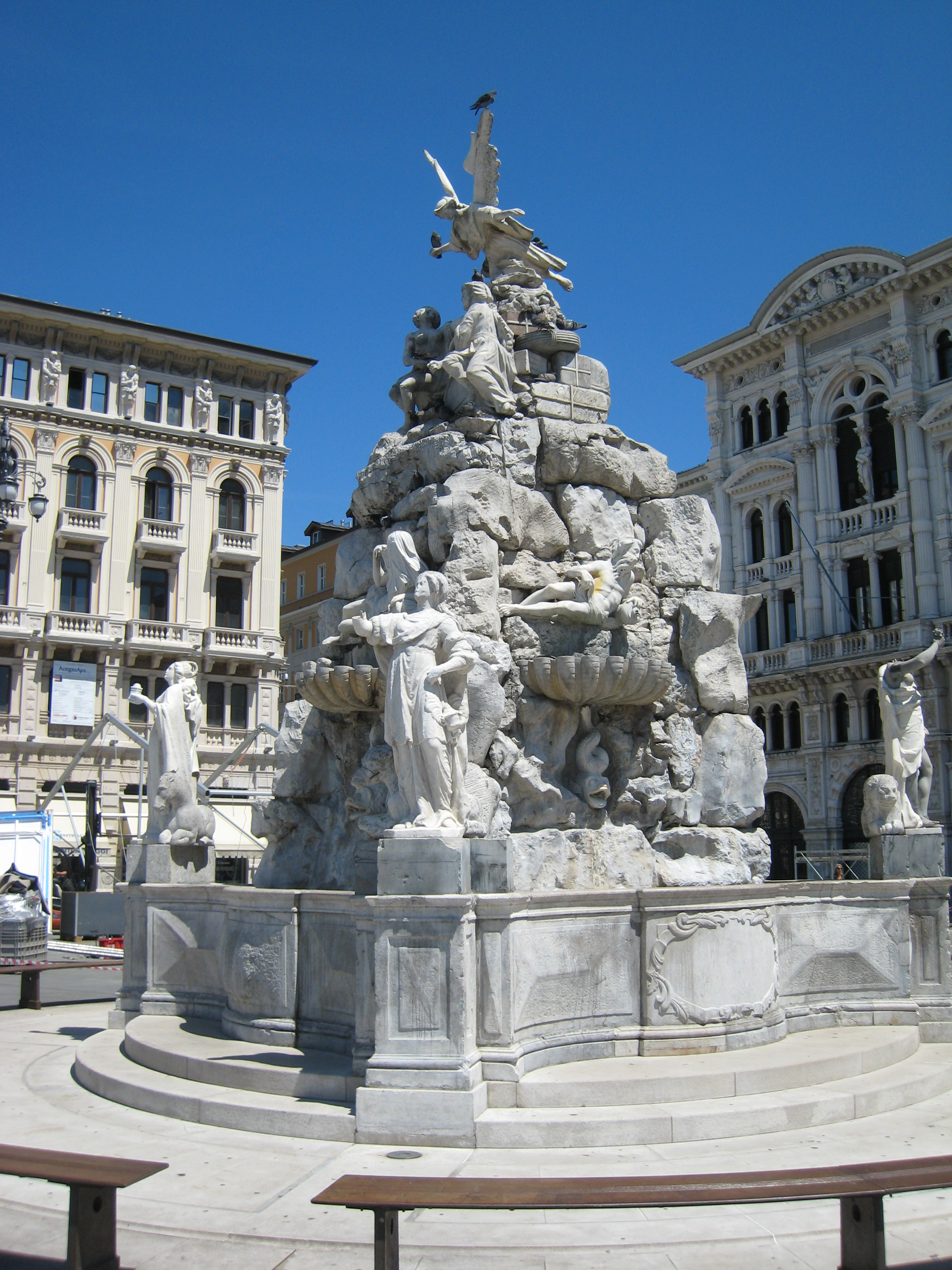
La fuente del bergamasco Giovanni Battista Mazzoleni.

Entre 1751 y 1754 se decidió la construcción de una fuente en la entonces llamada Piazza Grande, que debía representar a Trieste como la ciudad favorita de la fortuna gracias a la institución del puerto franco por parte de Carlos VI y las políticas de desarrollo de María Teresa I de Austria.
La fuente fue realizada por el escultor bergamasco Giovanni Battista Mazzoleni.
Se representa el mundo con cuatro estatuas alegóricas que recuerdan los rasgos de los habitantes de los continentes conocidos entonces (Europa, Asia, África y América).
El agua brotaba de cuatro figuras alegóricas de ríos, que también indicaban los continentes. La representación del Nilo tiene el rostro cubierto, porque entonces sus fuentes eran desconocidas.
En la cima de la fuente hay una figura femenina alada y con los brazos abiertos que representa Trieste. Acostada sobre las rocas del Carso la estatua está rodeada por paquetes, fardos de algodón y cuerdas, como imagen simbólica de una ciudad que acogía comerciantes de todo el mundo y, en mayor medida, de la zona oritental.
En 1938, con ocasión de una visita de Benito Mussolini a Trieste, la fuente fue retirada para liberar la plaza de obstáculos, y guardada en el Orto Lapidario. Fue recolocada en la plaza en 1970, en una posición ligeramente más hacia el oeste respecto a la actual. El 10 de octubre de 2000, dentro de la remodelación integral de la plaza, se colocó de nuevo la fuente en el centro, en eje con el Municipio.
En los últimos años la fuente ha sido objeto de actos vandálicos que han dañado tres de las cuatro estatuas que la rodean. Solo Europa se ha salvado de estos daños. El último episodio sucedió el 15 de mayo de 2008 cuando, por la noche, un desconocido decapitó la cabeza de la estatua que representa África, dejándola simplemente apoyada en el resto del cuerpo. El 30 de junio de 2009 se terminaron las obras de restauración de las estatuas dañadas.

## Estatua de Carlos VI

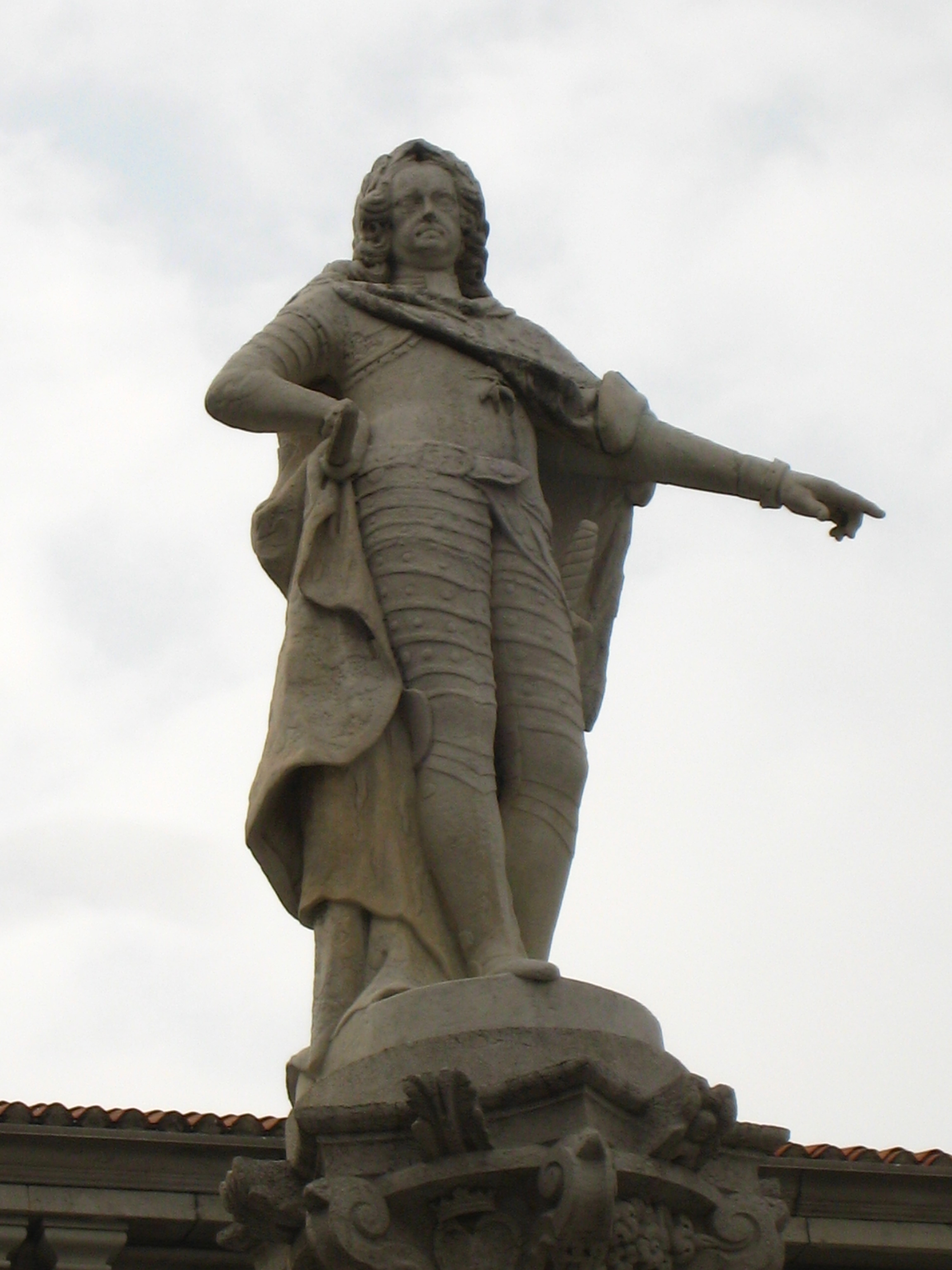
La estatua de Carlos VI, del véneto Lorenzo Fanoli.

Pocos metros a la derecha de la Fontana dei Quattro Continenti (con el mar a las espaldas y observando el municipio) está una columna de piedra blanca que sostiene una estatua de un emperador. Esta es la columna de Carlos VI de Habsburgo.
A pesar de todas las modificaciones que ha sufrido la plaza a lo largo de los siglos, esta columna está presente de manera constante desde el 1728, año en el que se decidió erigir la estatua con ocasión de la visita del emperador a Trieste.
Hijo de Leopoldo I de Austria (cuya estatua se encuentra en la actual Piazza della Borsa) y padre de María Teresa I de Austria, Carlos VI instituyó en 1719 el puerto franco de Trieste, dando un notable impulso al comercio y desarrollo de la ciudad.
La estatua representa al emperador de pie osbervando el antiguo núcleo de la ciudad (hacia la Piazza della Borsa) y señala al mar, con el puerto franco instituido por él.
Debido a la prisa por la inminencia de la visita, la estatua se realizó provisionalmente en madera y dorada, y fue sustituida en 1756 con la actual en piedra.

## Palazzo Modello
Este edificio está situado entre el Municipio y el Palazzo Stratti y fue construido por el arquitecto Giuseppe Bruni entre 1871 y 1873, en el lugar de las antiguas iglesias de San Pedro y San Rocco. Fue proyectado siguiendo las indicaciones del Municipio y se llamó Modello porque debía de servir como ejemplo arquitectónico para la remodelación que se estaba realizando en la entonces llamada Piazza Grande.
Inicialmente se usó como hotel, pero dejó de funcionar en 1912. En su lugar encontraron espacio las oficinas del Municipio.
En la última planta del edificio hay atlantes un poco particulares: están esculpidos en el acto de tocarse las partes íntimas, en un gesto supersticioso.

## Galería de imágenes

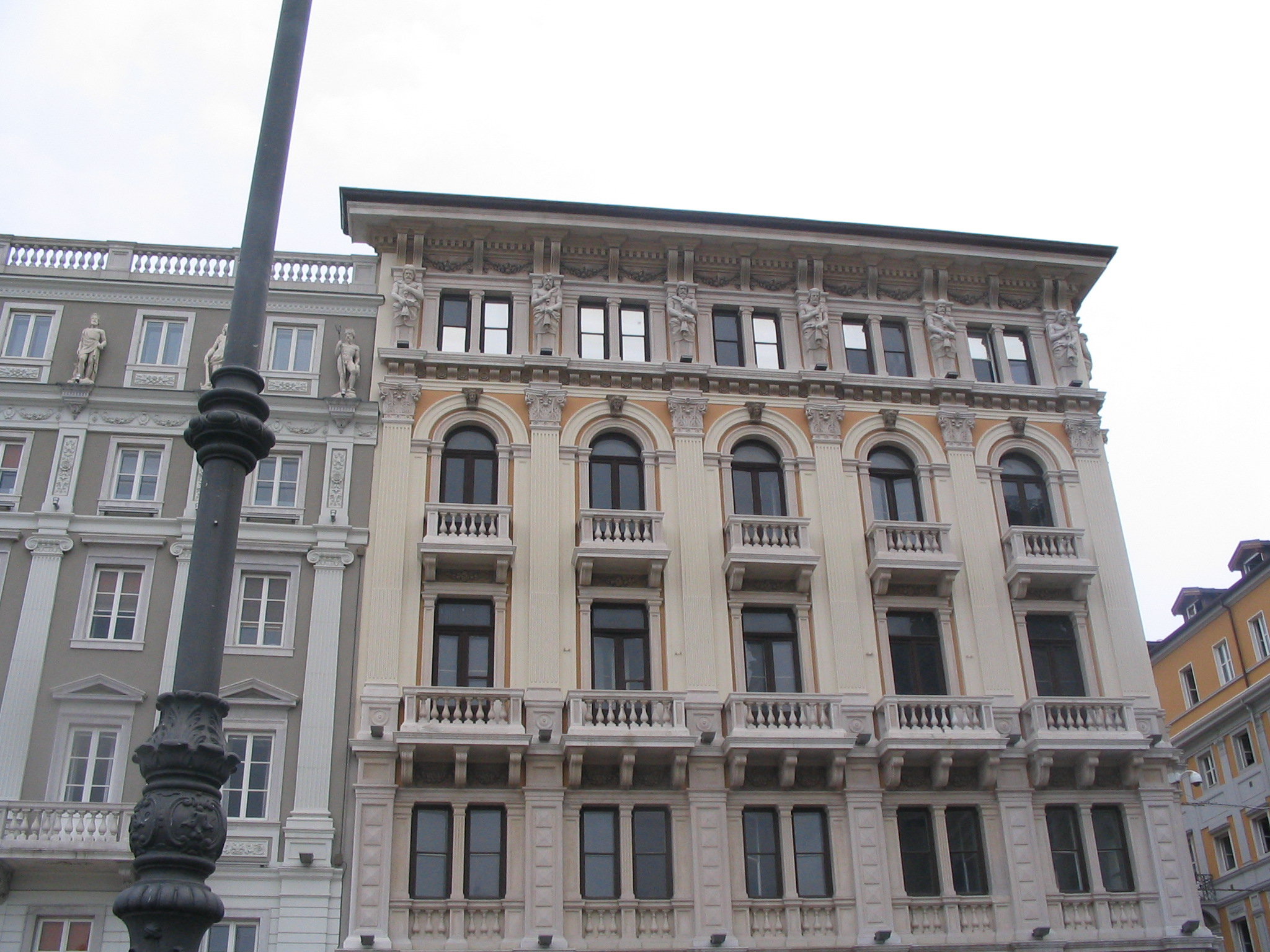
El Palazzo Modello.
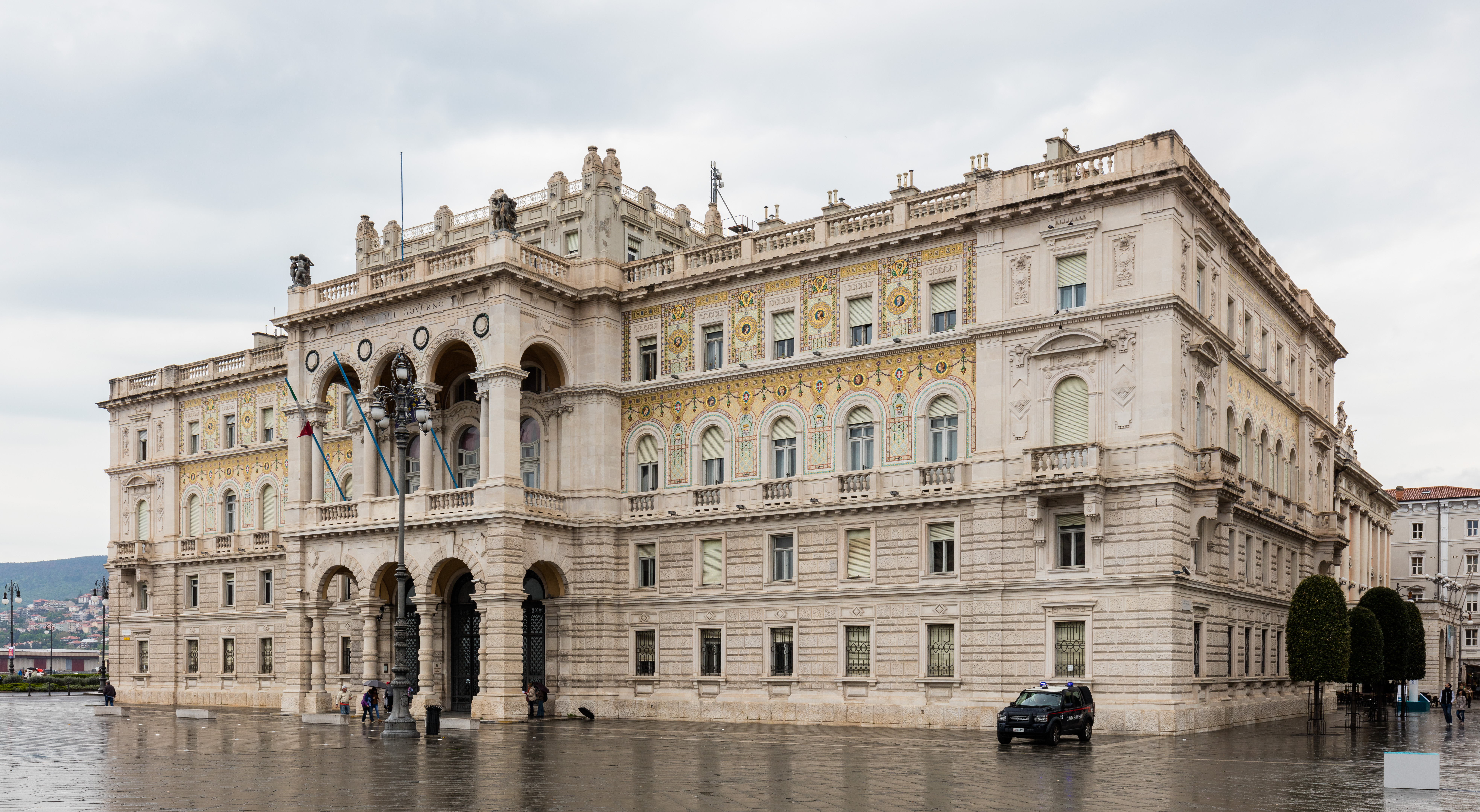
Prefectura.
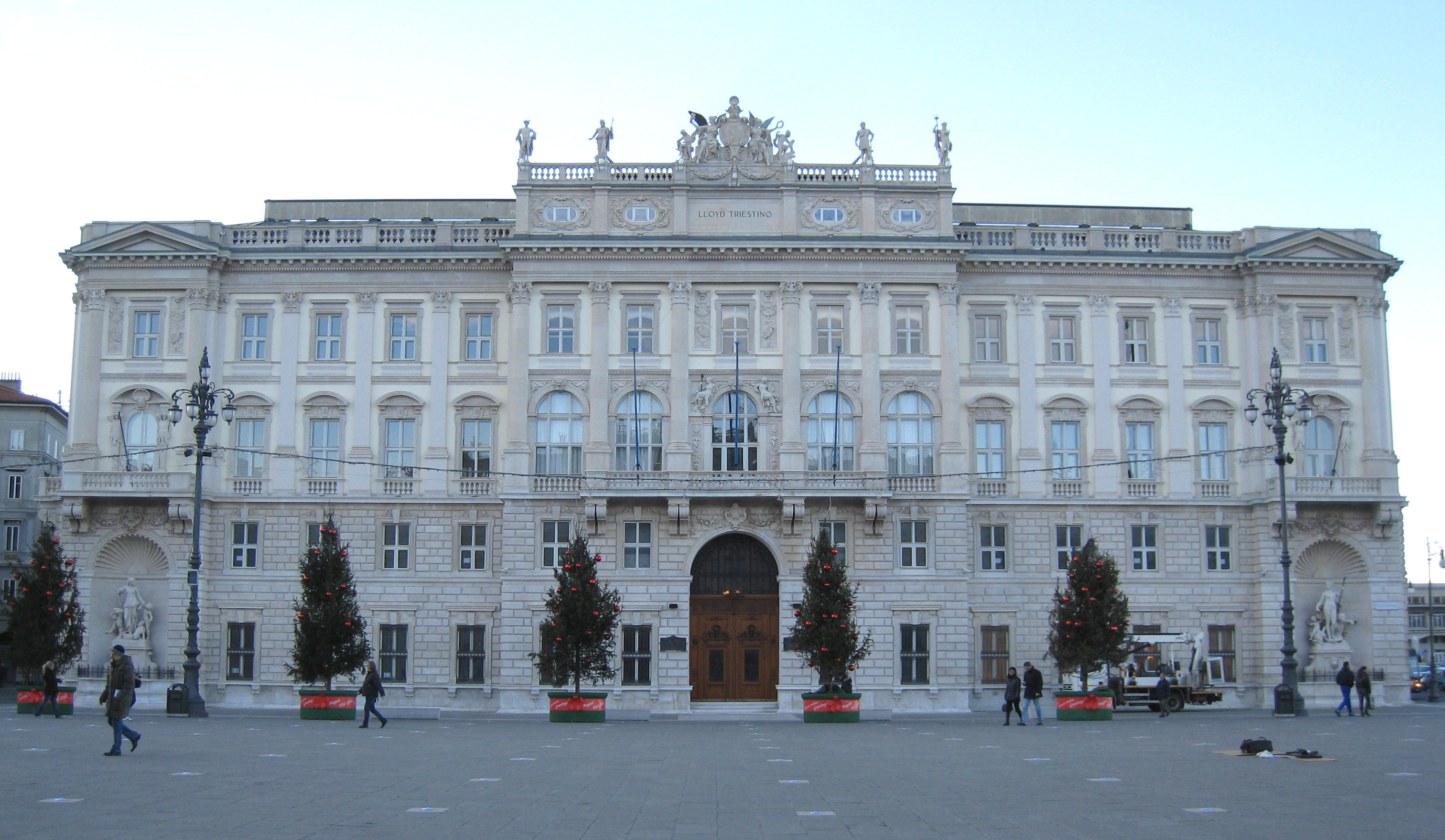
El edificio del Lloyd Triestino. Se aprecian las fuentes en los nichos a los lados.
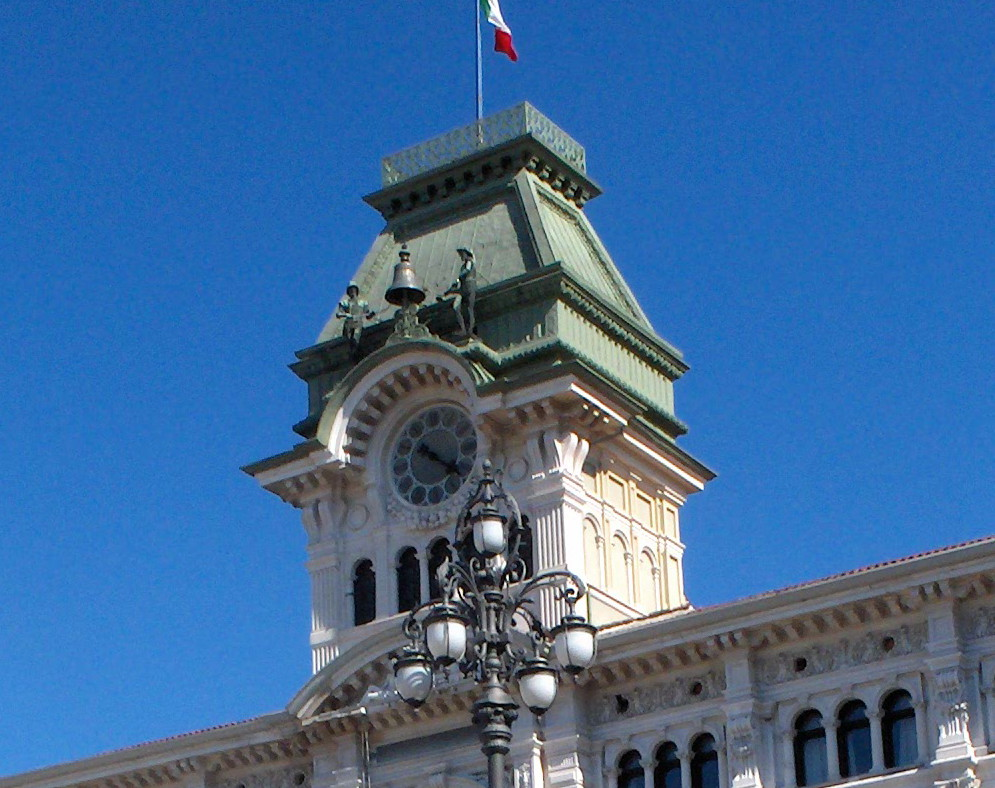
Detalle de la torre del municipio, con los autómatas ("Mikeze" y "Jakeze"), la campana y el reloj.
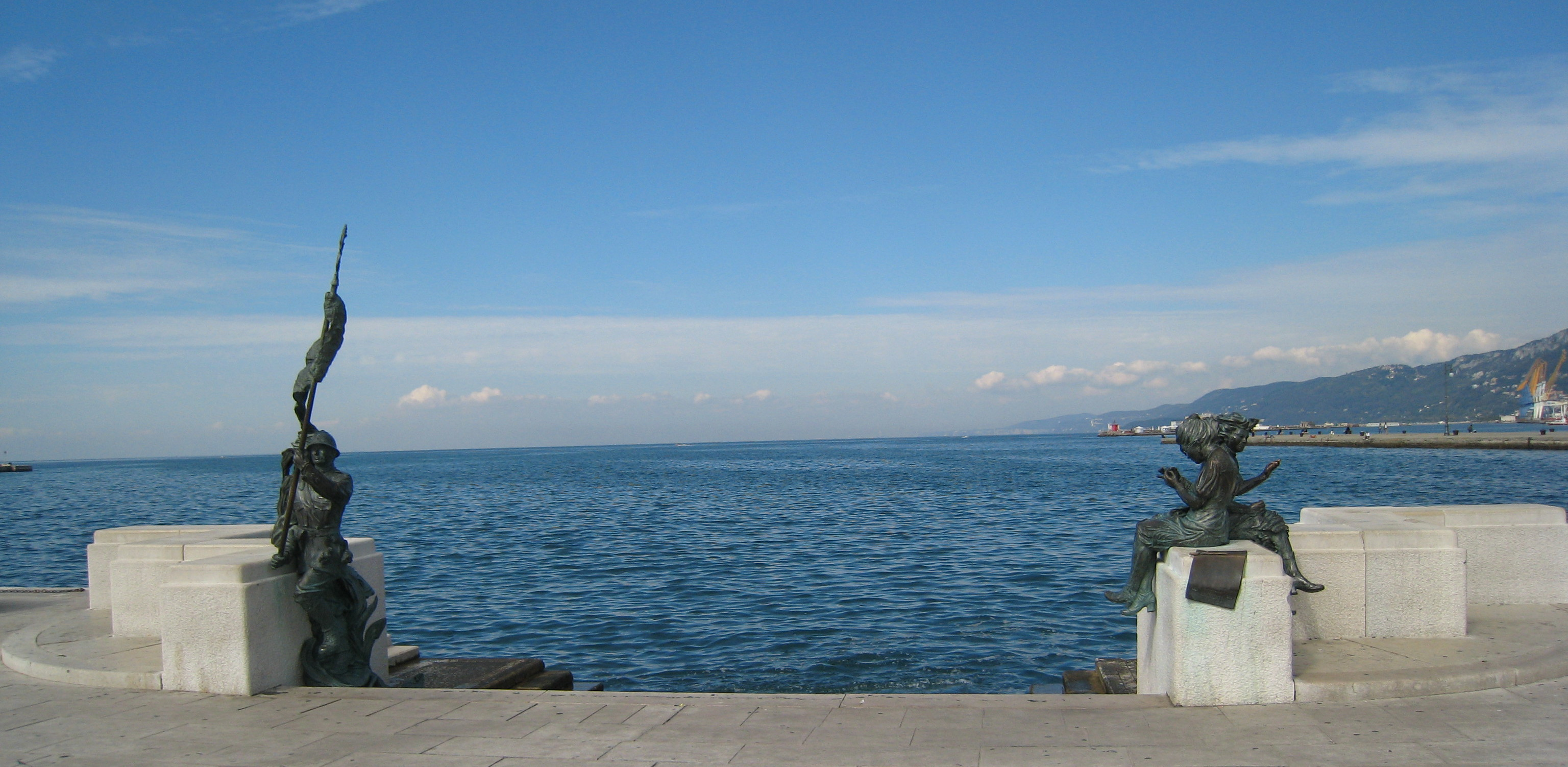
La Scala Reale (Escalera Real) el lado del mar de la plaza, con las estatuas de bronce.
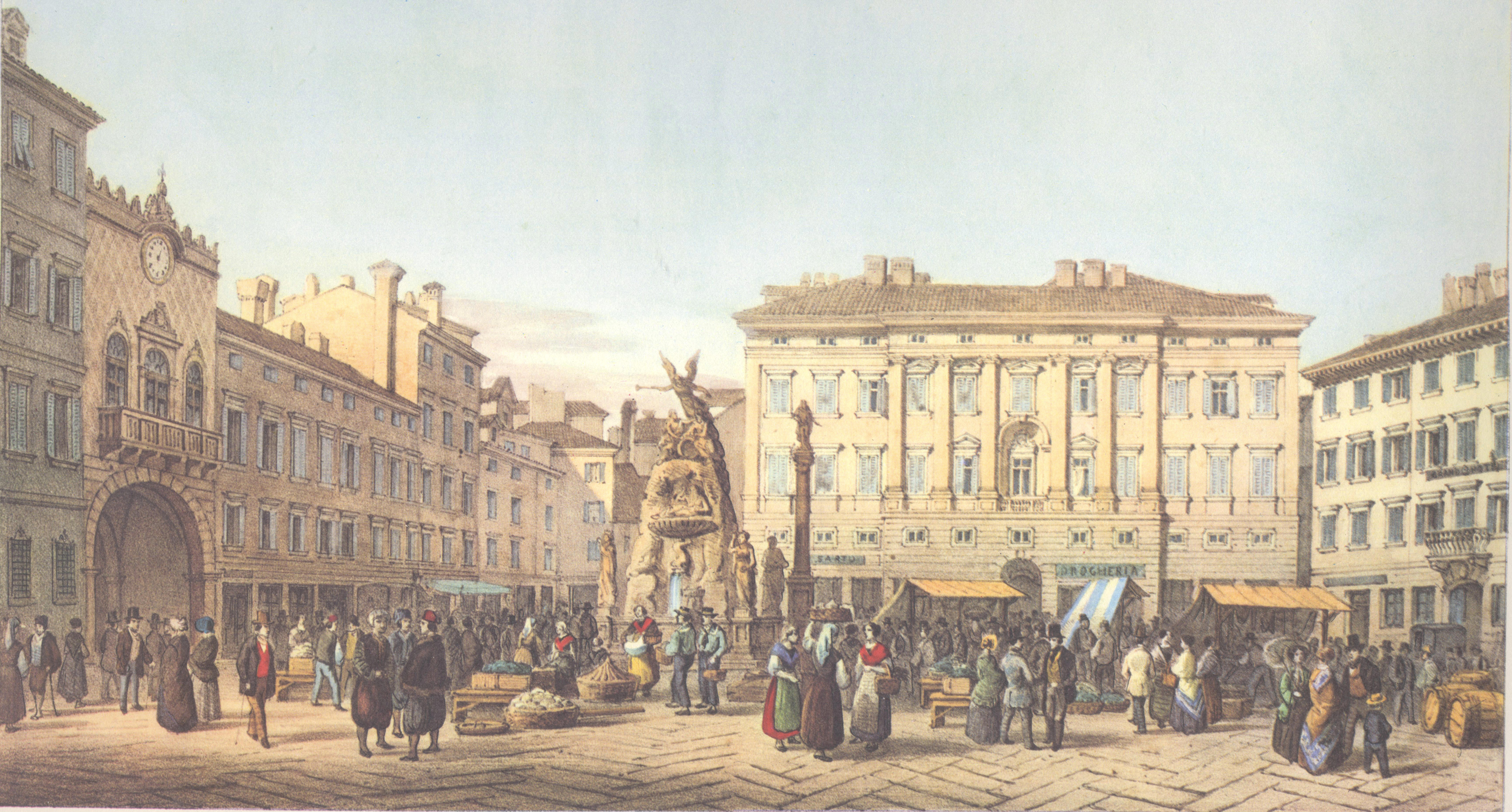
Un dibujo de Marco Moro de 1853. Todavía pueden verse los edificios antiguos.
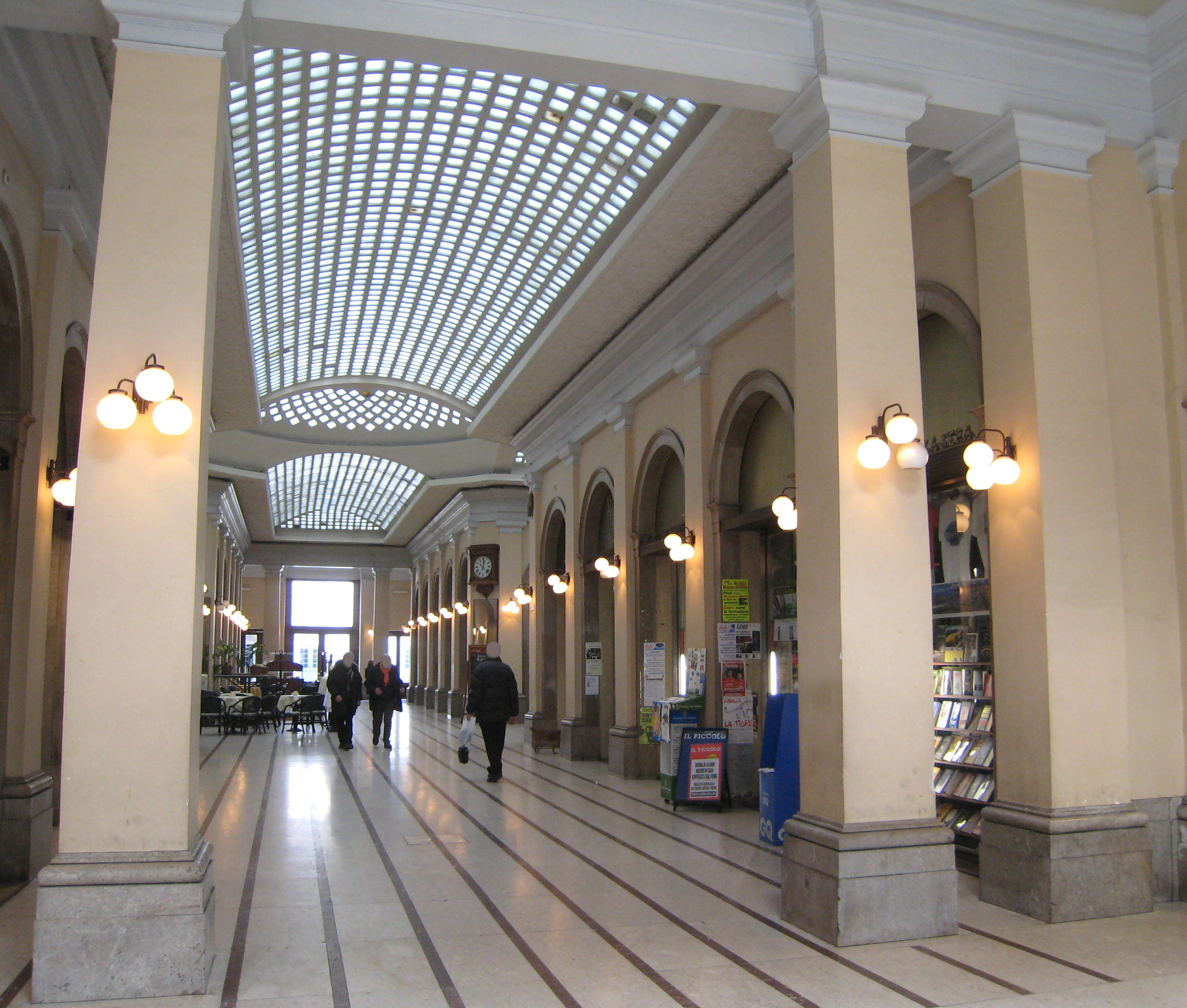
La galería del Tergesteo